# Irrlichter (vals)
Irrlichter, op. 218, är en vals av Johann Strauss den yngre. Den spelades första gången den 31 januari 1859 i Sofiensäle i Wien.

## Historia
Första gången valsen Irrlichter nämns är i tidningen Wiener Allgemeine Theaterzeitung den 22 januari 1859. En kort notis meddelar titlarna på bröderna Johann och Josef Strauss nya danskompositioner för den kommande karnevalssäsongen. Johann Strauss vals skrevs för ingenjörsstudenternas bal som hölls den 31 januari. Då bröderna var noga med att undvika identiska titlar på sina verk är det intressant att notera att titeln Irrlichter redan hade använts av Josef - endast sju månader tidigare - i en vals han spelade den 7 juni 1858 vid en konsert. Men hans vals försvann abrupt från repertoaren och inget verk med den titeln ingår i verklistan för Josef Strauss. 
Pressens meningar om Johann Strauss vals var delade. Reportern för Allgemeine Theaterzeitung noterade den 4 februari 1859: "Strauss ökade på dansbegäret genom sin förföriska och intagande musik, och från klockan nio till tidig morgon var parketten fylld av dansälskande par. Förutom sina mest älskade dansverk spelade Strauss även en vals, 'Irrlichter', som han hade komponerat enkom för denna bal". Recensenten i Fremden-Blatt var mindre entusiastisk (2 februari 1859): "Om ögat gladdes åt alla vackra unga kvinnor i eleganta klänningar var örat mindre glad åt musiken. Strauss nya vals... är inte ett värdigt exempel på hans kompositionskonst. I denna ganska monotona vals saknar man det glada ljudet av wienermusik och får i stället höra 'Minnen av Tannhäuser'". 

## Om valsen
Speltiden är ca 11 minuter och 20 sekunder plus minus några sekunder beroende på dirigentens musikaliska tolkning.

## Weblänkar
- Irrlichter i Naxos-utgåvan.